# Лудвиг II фон Баден
Лудвиг II фон Баден (на немски: Ludwig II Großherzog von Baden; * 15 август 1824, Карлсруе; † 22 януари 1858, Карлсруе) е от 1852 до 1856 г. велик херцог на Баден. За него управлява като регент по-малкият му брат Фридрих.

## Биография
Той е най-възрастният син на велик херцог Леополд фон Баден (1790 – 1852) и съпругата му шведската принцеса София Шведска (1801 – 1865), дъщеря на шведския крал Густав IV Адолф и Фридерика фон Баден, дъщеря на наследствения принц Карл Лудвиг фон Баден, полубратът на баща му. Внук е на Карл Фридрих фон Баден и Луиза Каролина фон Хохберг.
След смъртта на баща му на 24 април 1852 г. Лудвиг II става велик херцог на Баден. Понеже е смятан за психически болен, управлението се води до 1856 г. от по-малкия му брат Фридрих, който през 1856 г. сам се провъзгласява за велик херцог на Баден.
Лудвиг II фон Баден умира на 22 януари 1858 г. на 33 години в Карлсруе.